# Charbonnage de Ressaix
Le Charbonnage de Ressaix a été exploité entre 1864[réf. souhaitée] et 1969. De nos jours, il reste deux vestiges miniers majeurs de ce charbonnage : le Lavoir de Péronnes et la tour du puits Saint-Albert.

## Histoire
Il faut distinguer la société "Charbonnages de Ressaix" du siège d'exploitation "Charbonnage de Ressaix". La société  avait de nombreux sièges, y compris en Campine belge. Le puits "St Albert" à Ressaix n'était en fait qu'un des sièges d'extraction. C'est  Evence Coppée qui regrouperas les différents sièges, Ressaix, Leval, Mont St Aldegonde et Genk en une seule socièté. 
Le lavoir de Péronnes et la tour d'extraction du puits Saint-Albert sont construits grâce au plan Marshall. 

## Vestiges
De nos jours il reste deux vestiges miniers majeurs de ce charbonnage : Le lavoir de Péronnes et la tour du puits Saint-Albert.   

### Lavoir de Péronnes

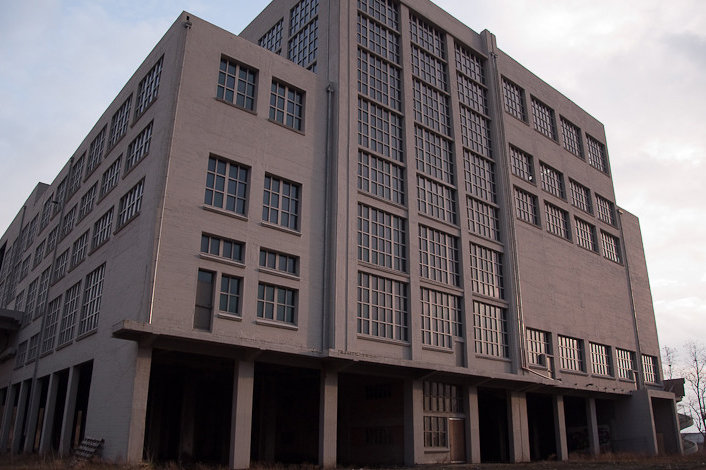
Lavoir de Péronnes.

En 1954, le lavoir de Péronnes est inauguré, il est capable de traiter 400 tonnes de charbon à l'heure. Il sera classé à l’Institut du Patrimoine Wallon en 2003 afin d'éviter toute démolition.

### Tour d'extraction du puits Saint-Albert
La tour d'extraction est un chevalement-tour en béton avec machine au sommet. 
Il est édifié en 1954, avec l’aide du plan Marshall.
Il n’allait fonctionner durant seulement quinze ans et fut donc fermé en 1969.